# ولكم واسع النظر
ولكم واسع النظر هو فيلم تلفزي مغربي من إخراج حسن غنجة سنة 2014، و بطولة كل من محمد خيي، عبد اللطيف شوقي، عبد الرحيم المنياري، محمد الخياري، عبد الخالق فهيد، وآخرون.
صُوّرت مشاهد الفيلم بمدن قصبة تادلة وبني ملال ومناطق في إقليم أزيلال.

## القصة
تدور أحداث الفيلم في قالب يمزج بين الكوميديا والجوانب القانونية، حول محام متدرب يلتحق للاشتغال بمكتب محام معروف في مدينة بني ملال، هذا الأخير الذي يمنحه فرصة الاشتغال على ملفات ليست بالكبيرة، وغالبا ما تتعلق بقضايا لا يصلح أن تدخل إلى المحاكم.